# Tinguiririquense
El Tinguiririquense o SALMA Tinguiririquense (del inglés South American land mammal ages) es una edad mamífero de América del Sur, división establecida para definir una escala geológica de tiempo para la fauna de mamíferos sudamericanos. Su límite inferior se sitúa en los 36 Ma, mientras que su límite superior se ubica en los 29 Ma. Corresponde al Oligoceno inferior.
Fue descrita en la formación Abanico cerca de la localidad de Tinguiririca, provincia de Colchagua, Región del Libertador General Bernardo O'Higgins, en la región central de Chile.
Entre sus taxones se incluyen diversas especies rodentiformes y con dentición hipsodonta. Algunos de los grupos mamíferos representados incluyen Archaeohyracidae, Interatheriidae, Groeberiidae, Polydolopidae, Chinchillidae, Isotemnidae, Homalodototheriidae y Notohippidae, todos con tamaños corporales entre pequeños y medianos, que habitaron ambientes de estaciones secas y hábitats abiertos, similares a una sabana boscosa o a praderas. Asimismo, se incluye en esta fauna al primate fósil Chilecebus carrascoensis, datado en unos 20 Ma.

## Sucesión de las edades mamífero de América del Sur
| Predecesor: Divisaderense | Tinguiririquense Edades mamífero de América del Sur | Sucesor: Deseadense |